# Pseudolepturges
Pseudolepturges is een kevergeslacht uit de familie van de boktorren (Cerambycidae). De wetenschappelijke naam van het geslacht werd voor het eerst geldig gepubliceerd in 1957 door Gilmour.

## Soorten
Pseudolepturges omvat de volgende soorten:
- Pseudolepturges caesius Monné M. A. & Monné M. L., 2007
- Pseudolepturges rufulus (Bates, 1885)